# Prefix telefonic 805 (Statele Unite ale Americii)

Harta prefixelor telefonice ale Californiei în albastru, respectiv a statelor vecine în alte culori. Astfel, la nord, în maro, este Oregon, la vest, în verde, Nevada, în galben, Arizona și la sud, în maro, Mexic. Zona acoperită de prefixul 805, este în roșu.

Prefixul telefonic 805, conform originalului engleză, Area code 805, este un prefix telefonic  nord-american care face parte din cele folosite în Canada și Statele Unite ale Americii fiind unul din cele douăzeci şi şapte de prefixe telefonice folosite în statul California al Statelor Unite ale Americii. Area code 805 acoperă majoritatea comitatelor San Luis Obispo, Santa Barbara și Ventura, plus porțiuni sudice ale comitatului Monterey.
Prefixul telefonic 805 este un prefix al statului California, care a fost realizat prin divizarea fostului prefix 213 al orașului Los Angles în 1957. Ulterior, la 13 februarie 1999, zonel interioare ale acestui prefix (cunoscute ca San Joaquin Valley, Santa Clarita Valley și Antelope Valley) au scindat în continuare în prefixul 661.
Prefixul telefonic 805 slujește de asemenea unor facilități militare ale Statelor Unite localizate în Kwajalein din Republica Insulelor Marshall folosind un prefix de Paso Robles. Aranjamentul își are originea în legăturile strânse dintre baza din Kwajalein și Vandenberg Air Force Base.

## Locuri acoperite de prefixul telefonic 805

### Comitatul Monterey
- Bradley
- Parkfield

### Comitatul San Luis Obispo
- Arroyo Grande
- Atascadero
- Avila Beach
- Baywood-Los Osos
- California Valley
- Cambria
- Cayucos
- Cholame
- Grover Beach
- Halcyon
- Harmony
- Lake Nacimiento
- Los Osos
- Morro Bay
- Nipomo
- Oceano
- Paso Robles
- Pismo Beach
- Pozo
- San Luis Obispo
- San Miguel
- San Simeon
- Santa Margarita
- Shandon
- Templeton

### Comitatul Santa Barbara
- Ballard
- Buellton
- Carpinteria
- Casmalia
- Cuyama
- Garey
- Gaviota
- Goleta
- Guadalupe
- Hope Ranch
- Isla Vista
- Lompoc
- Los Alamos
- Los Olivos
- Mission Canyon
- Mission Hills
- Montecito
- New Cuyama
- Orcutt
- Santa Barbara
- Santa Maria
- Santa Ynez
- Sisquoc
- Solvang
- Summerland
- Toro Canyon
- Vandenberg AFB
- Vandenberg Village
- Ventucopa

### Comitatul Ventura
- Bardsdale
- Buckhorn
- Camarillo
- Casa Conejo
- Channel Islands Beach
- El Rio
- Fillmore
- La Conchita
- Lake Sherwood
- Meiners Oaks
- Mira Monte
- Moorpark
- Newbury Park
- Oak View
- Ojai
- Oxnard
- Piru
- Point Mugu
- Port Hueneme
- Santa Paula
- Saticoy
- Simi Valley
- Somis
- Thousand Oaks
- Ventura
- Westlake Village